# Calciatore sudamericano dell'anno 2009
Il premio di calciatore sudamericano dell'anno per il 2009 fu assegnato a Juan Sebastián Verón, calciatore argentino dell'Estudiantes.

## Classifica
| Pos. | Calciatore              | Naz.      | Voti | Club                   |
| ---- | ----------------------- | --------- | ---- | ---------------------- |
| 1.   | Juan Sebastián Verón    | Argentina | 109  | Estudiantes (LP)       |
| 2.   | Édison Méndez           | Ecuador   | 64   | LDU Quito              |
| 2.   | Humberto Suazo          | Cile      | 64   | Monterrey              |
| 4.   | Leandro Desábato        | Argentina | 52   | Estudiantes (LP)       |
| 5.   | Claudio Bieler          | Argentina | 48   | LDU Quito              |
| 6.   | Salvador Cabañas        | Paraguay  | 45   | América                |
| 6.   | Nicolás Lodeiro         | Uruguay   | 45   | Nacional               |
| 8.   | Nicolás Otamendi        | Argentina | 43   | Vélez Sarsfield        |
| 8.   | Miguel Pinto            | Cile      | 43   | Universidad de Chile   |
| 10.  | Néicer Reasco           | Ecuador   | 42   | LDU Quito              |
| 11.  | Gary Medel              | Cile      | 40   | Boca Juniors           |
| 12.  | Mauro Boselli           | Argentina | 35   | Estudiantes (LP)       |
| 12.  | Guillermo Ochoa         | Messico   | 35   | América                |
| 14.  | Enrique Vera            | Paraguay  | 28   | LDU Quito              |
| 15.  | Darío Conca             | Argentina | 25   | Fluminense             |
| 16.  | Santiago Silva          | Uruguay   | 20   | Vélez Sarsfield        |
| 16.  | Aldo Bobadilla          | Paraguay  | 20   | Independiente Medellín |
| 18.  | Claudio Morel Rodríguez | Paraguay  | 19   | Boca Juniors           |
| 19.  | Rolando Schiavi         | Argentina | 18   | Estudiantes (LP)       |
| 20.  | Adriano                 | Brasile   | 17   | Flamengo               |